# Fellia bicornis
Fellia bicornis är en kräftdjursart som först beskrevs av G. W. Müller 1906.  Fellia bicornis ingår i släktet Fellia och familjen Halocyprididae. Inga underarter finns listade i Catalogue of Life.